# KORG DSN-12
『KORG DSN-12』（コルグ ディーエスエヌ トゥエンティー）は、DETUNEがKORG、PROCYON STUDIOと共同開発し、2014年6月25日に発売されたニンテンドー3DS専用音楽ツール・ソフト。